# Khatri Addouh
Khatri Addouh (arabisch خطري أدوه, DMG Ḫaṭrī Addūh; * 31. August 1954) ist ein ehemaliger saharauischer Präsident und derzeitiger Präsident des Saharauischen Nationalrates.
Nach dem Tod von Mohamed Abdelaziz am 31. Mai 2016 wurde er zum amtierenden Präsidenten und Generalsekretär der Frente Polisario ernannt.

## Karriere
Abdouh ist Mitglied des nationalen Sekretariats der Frente Polisario. Dort war er in der Abteilung für Orientierung tätig. Bis August 2010 war er auch als Wālī von Es Semara tätig. Am 10. Juli 2010 wurde er zum Präsidenten des Saharauischen Nationalrates ernannt. Er ersetzte Mahfoud Ali Beiba, dessen Tod von der SADR auf einen Herzinfarkt zurückgeführt wurde, während marokkanische Medien behaupteten, dass Beiba ermordet wurde, um Addouh Platz zu machen.
Anschließend wurde er am 24. Februar 2014 in gleicher Funktion und am 19. März 2016 erneut für eine dritte Amtszeit wiedergewählt. Addouh wurde amtierender Präsident, als Mohamed Abdelaziz, der seit 1976 40 Jahre lang Präsident war, am 31. Mai 2016 starb. Er berief den 2300 Mitglieder starken Delegiertenrat in Ad-Dakhla ein, der Brahim Ghali zum neuen Präsidenten der saharauischen arabischen demokratischen Republik wählte.
Addouh leitet auch das Verhandlungsteam der Frente Polisario in verschiedenen internationalen Organisationen. Addouh und seine Loyalisten arbeiten darauf hin, bei den Vereinten Nationen einen Beobachterstatus zu erlangen, der es der Regierung der Frente Polisario ermöglichen wird, die Behauptung als legitimer Vertreter des saharauischen Volkes aufzustellen.